# 순전한 기독교
《순전한 기독교》(Mere Christianity)는 영국의 작가 C.S.루이스가 쓴 기독교 변증학 책이다. 그가 1941~1944년 진행한 라디오 방송 내용을 편집한 것으로, 원래는 3권으로 출판된 것으로 1952년 단행본으로 출판하였다.
책은 크게 4개 부분으로 나뉘며 기독교의 교리를 작가다운 쉽고 깔끔한 문체로 설명하고 있다. 실제로 루이스는 서문에서 그 자신은 저교회파도, 고교회파도 아닌 평범한 영국 성공회 신자이지만, 보편적인 기독교의 교리를 설명하는 데 중점을 두었다고 설명하고 있다. 예수를 도덕적인 모본으로 본 자유주의 신학에 반대, 그리스도의 인성과 신성을 강조하는 등 정통 교리를 강조하고 있으며, 비슷한 오답은 있을 수 있지만 정답은 하나라면서 예수 그리스도의 유일성을 강조하고 있다. 한국에서는 홍성사에서 역간하였으며, 보급판으로 다시 출간되었다.

## 목차
머리말
1. 옳고 그름, 우주의 의미를 푸는 실마리 
인간 본성의 법칙
몇 가지 반론
이 법칙의 실재성
이 법칙의 배후에 있는 것
우리의 불안에는 이유가 있다
2. 그리스도인은 무엇을 믿는가?
‘하나님’과 경쟁하는 개념들
하나님의 침공
충격적인 갈림길
완전한 참회
실재적인 결론
3. 그리스도인의 행동
도덕의 세 요소
‘기본 덕목’
사회 도덕
도덕적 정신분석
성윤리
그리스도인의 결혼
용서
가장 큰 죄
사랑
소망
믿음(1)
믿음(2)
4. 인격을 넘어서, 또는 삼위일체를 이해하는 첫 걸음
만드는 것과 낳는 것
성 삼위일체 하나님
시간과 시간 너머
좋은 전염
고집센 장난감 병정들
두 가지 부연 설명
가장(假裝)합시다
기독교는 쉬울까? 어려울까?
대가를 계산하기
호감 주는 사람이냐, 새 사람이냐
새 사람

## 참조
1. ↑  [기독교 서적 이 책을 읽어라… C.S. 루이스 ‘순전한 기독교’- 국민일보 2012년 10월 5일자][깨진 링크(과거 내용 찾기)]